# Friedrich Arnold Brockhaus
Friedrich Arnold Brockhaus (4 de maig de 1772 – 20 d'agost de 1823) va ser l'editor de l'enciclopèdia en idioma alemany Conversations-Lexikon, la qual actualment es publica com l'Enciclopèdia Brockhaus.

## Biografia
Brockhaus nasqué a Dortmund, va estudiar literatura a la Universitat de Leipzig.
Va comprar els drets de l'obra en fallida econòmica anomenada Conversations-Lexikon mit vorzüglicher Rücksicht auf die gegenwärtigen Zeiten|Conversations-Lexikon, i en forma d'enciclopèdia, en va publicar la primera edició des de 1796 a 1811.
Brockhaus morí a Leipzig.
El 27765 Brockhaus, és un cinturó d'aseroides important descobert l'any 1991, que honora el seu nom.